# Galina Pietrowa (1920–1943)
Galina Konstantinowna Pietrowa (ros. Галина Константиновна Петрова, ur. 9 września 1920 w Mikołajowie, zm. 4 grudnia 1943 w Eltigenie k. Kerczu) – radziecka sanitariuszka, Bohater Związku Radzieckiego (1943).

## Życiorys
Była narodowości rosyjskiej. W 1940 z wyróżnieniem ukończyła szkołę średnią w Noworosyjsku i podjęła studia na Wydziale Gospodarki Leśnej Nowoczerkaskiego Instytutu Inżynieryjno-Melioracyjnego. 
Po ataku Niemiec na ZSRR w czerwcu 1941 wstąpiła na kurs pielęgniarek w Krasnodarze, od 1942 służyła w radzieckiej Marynarce Wojennej i uczestniczyła w wojnie z Niemcami jako sanitariuszka. Jesienią 1943 brała udział w operacji desantowej kerczeńsko-eltigeńskiej jako sanitariuszka 386 samodzielnego batalionu piechoty morskiej w składzie Floty Czarnomorskiej. Uratowała wówczas życie ponad 20 ciężko rannym żołnierzom, których wyniosła z pola walki. 17 listopada 1943 otrzymała za to tytuł Bohatera Związku Radzieckiego i Order Lenina. Brała też udział w odpieraniu ataków wroga. W jednej z walk 3 grudnia została ranna, następnego dnia zginęła od bomby lotniczej. W Kerczu postawiono jej pomnik. Jej imieniem nazwano główną ulicę miejscowości Gierojewskoje k. Kerczu.